# Baniyani
Baniyani (en népalais : बनियानी) est un comité de développement villageois du Népal situé dans le district de Jhapa. Au recensement de 2011, il comptait 6 458 habitants.